# Wings of Tomorrow
Wings of Tomorrow — второй студийный альбом шведской рок-группы Europe. Он был выпущен 24 февраля 1984 года на лейбле Hot Records.
Песня «Scream of Anger» изначально называлась «Black Journey Through My Soul». В 1988 году Europe перезаписали «Open Your Heart» в новом составе для альбома Out of This World, а также повторно выпустили песню в качестве сингла. Шведская мелодик дэт-метал-группа Arch Enemy записала кавер-версии песен «Scream of Anger» и «Wings of Tomorrow», которые вошли в качестве бонус-треков для японского издания альбомов Wages of Sin (2001) и The Root of All Evil (2009), соответственно.

## Список композиций
Все песни написаны Джоуи Темпестом, кроме отмеченных.
1. «Stormwind» — 4:31
2. «Scream of Anger» (Темпест, Марсель Якоб) — 4:06
3. «Open Your Heart» — 4:10
4. «Treated Bad Again» — 3:46
5. «Aphasia» (Джон Норум) — 2:32
6. «Wings of Tomorrow» — 3:59
7. «Wasted Time» — 4:10
8. «Lyin' Eyes» — 3:47
9. «Dreamer» — 4:28
10. «Dance the Night Away» — 3:35

## В записи участвовали
- Джоуи Темпест — вокал, клавишные
- Джон Норум — гитары, бэк-вокал
- Джон Левен — бас-гитара
- Тони Рено — ударные

## Чарты
| Год  | Чарт                | Позиция |
| ---- | ------------------- | ------- |
| 1984 | Swedish Album Chart | 20      |